# Arrízala
Arrízala (en euskera y oficialmente Arrizala) es una localidad del municipio de Salvatierra, en la provincia de Álava, País Vasco (España).

## Historia
Hacia mediados del siglo XIX, el lugar, ya por entonces perteneciente a Salvatierra, tenía contabilizada una población de cuarenta habitantes. Aparece descrito en el tercer volumen del Diccionario geográfico-estadístico-histórico de España y sus posesiones de Ultramar de Pascual Madoz con las siguientes palabras:

ARRIZALA: ald. en la prov. de Alava (4 1/4 leg. de Vitoria), dióc. de Calahorra (22), de la vic., herm. y part. jud. y ayunt. de Salvatierra (1/4): está considerada como barrio de esta v. y anejo de su parr. la de San Estéban, que sirve 1 beneficiado dependiente del cabildo: tiene escuela primaria dotada en 690, rs., y asisten á ella 15 niños y 11 niñas: pobl. 9 vec., 40 almas.
(Madoz, 1846, pp. 18-19)

## Demografía
En 2022, la entidad singular de población tenía empadronados diecisiete habitantes y el núcleo de población, los mismos.
| Gráfica de evolución demográfica de Arrízala entre 2000 y 2017 |
|                                                                |
| Población de derecho según los censos de población del INE.    |

## Patrimonio
Iglesia de San Esteban

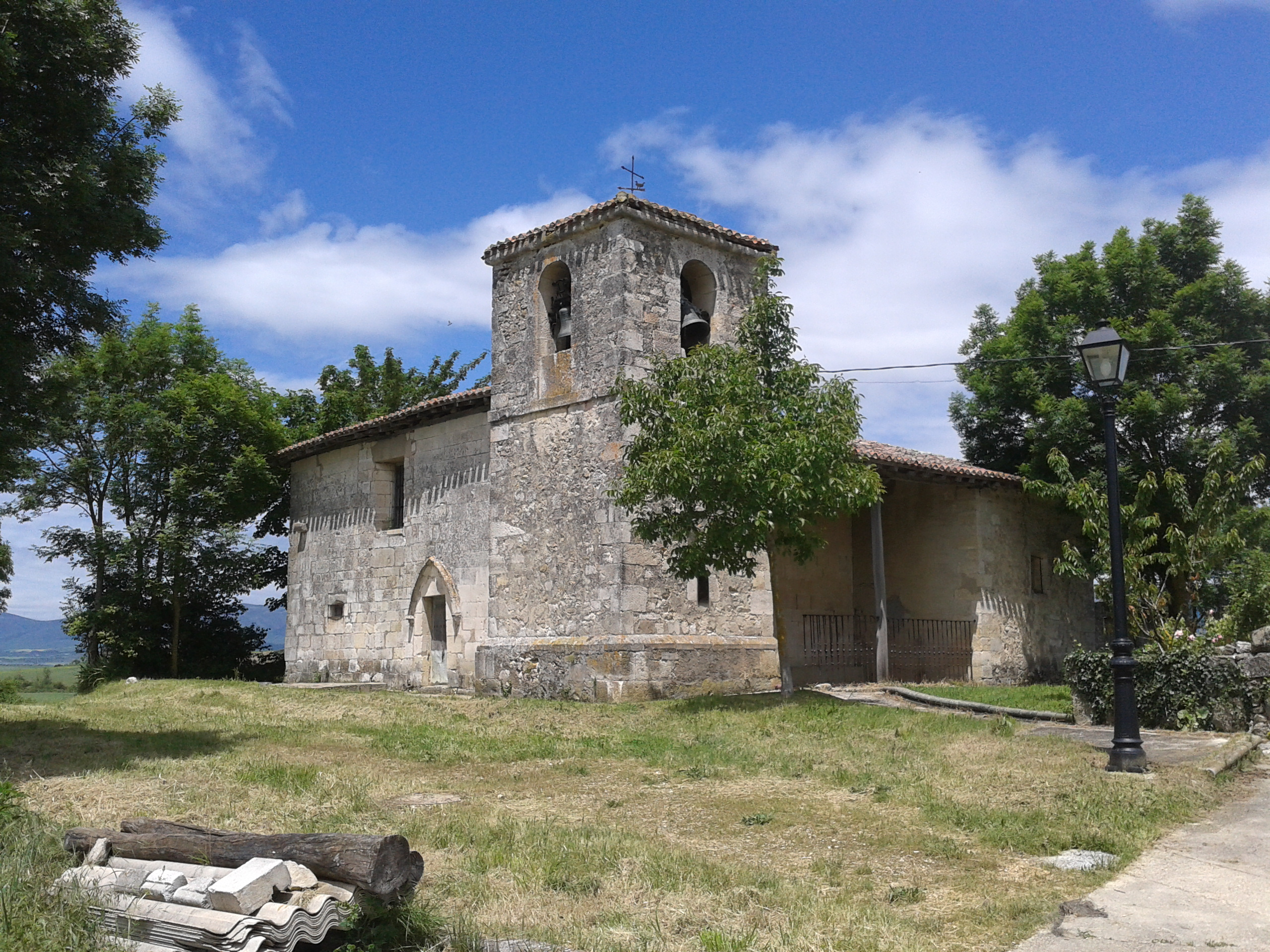
Vista de la iglesia de San Esteban

Hay en el lugar una iglesia de San Esteban.
Dolmen de Sorginetxe
En este municipio se halla el Dolmen de Sorginetxe